# Campionati svedesi di sci alpino 2006
I Campionati svedesi di sci alpino 2006 si sono svolti a Åre dal 23 al 27 marzo. Il programma ha incluso gare di discesa libera, supergigante, slalom gigante, slalom speciale, combinata e slalom parallelo, tutte sia maschili sia femminili.
Trattandosi di competizioni valide anche ai fini del punteggio FIS, vi hanno partecipato anche sciatori di altre federazioni, senza che questo consentisse loro di concorrere al titolo nazionale svedese.

## Risultati

### Uomini

#### Discesa libera
| Pos. | Atleta             | Nazione   | Tempo   |
| ---- | ------------------ | --------- | ------- |
| 1    | Hans Olsson        | Svezia    | 1:20,63 |
| 2    | Fredrik Nyberg     | Svezia    | 1:20,98 |
| 3    | Patrik Järbyn      | Svezia    | 1:21,37 |
| 4    | Markus Larsson     | Svezia    | 1:21,60 |
| 5    | Charlie Bergendahl | Svezia    | 1:21,71 |
| 6    | Anders Nilsson     | Svezia    | 1:21,76 |
| 7    | Niklas Rainer      | Svezia    | 1:22,04 |
| 8    | Jouni Pellinen     | Finlandia | 1:22,09 |
| 9    | Magnus Andersson   | Svezia    | 1:22,34 |
| 10   | Oscar Andersson    | Svezia    | 1:22,63 |

Data: 23 marzo

#### Supergigante
| Pos. | Atleta             | Nazione   | Tempo   |
| ---- | ------------------ | --------- | ------- |
| 1    | Fredrik Nyberg     | Svezia    | 1:15,83 |
| 2    | Hans Olsson        | Svezia    | 1:16,71 |
| 3    | Patrik Järbyn      | Svezia    | 1:16,99 |
| 4    | Niklas Rainer      | Svezia    | 1:17,10 |
| 5    | Christoffer Norell | Svezia    | 1:17,36 |
| 6    | Anton Lahdenperä   | Svezia    | 1:17,42 |
| 7    | Fredrick Kingstad  | Svezia    | 1:17,80 |
| 8    | Oscar Andersson    | Svezia    | 1:18,03 |
| 9    | Matts Olsson       | Svezia    | 1:18,18 |
| 10   | Petri Härkönen     | Finlandia | 1:18,30 |

Data: 24 marzo

#### Slalom gigante
| Pos. | Atleta              | Nazione   | Tempo   |
| ---- | ------------------- | --------- | ------- |
| 1    | Fredrik Nyberg      | Svezia    | 1:55,80 |
| 2    | Peter Bylund        | Svezia    | 1:57,20 |
| 3    | Anton Lahdenperä    | Svezia    | 1:57,86 |
| 4    | Mattias Hargin      | Svezia    | 1:58,70 |
| 5    | Jens Byggmark       | Svezia    | 1:58,76 |
| 6    | Anders Nilsen       | Norvegia  | 1:58,80 |
| 7    | Charlie Bergendahl  | Svezia    | 1:59,05 |
| 8    | Alexander Feinestam | Svezia    | 1:59,25 |
| 9    | Petri Nylanden      | Finlandia | 1:59,33 |
| 10   | Petter Robertsson   | Svezia    | 2:00,01 |

Data: 27 marzo

#### Slalom speciale
| Pos. | Atleta            | Nazione | Tempo   |
| ---- | ----------------- | ------- | ------- |
| 1    | Anton Lahdenperä  | Svezia  | 1:41,64 |
| 2    | Mattias Hargin    | Svezia  | 1:41,90 |
| 3    | Martin Hansson    | Svezia  | 1:42,25 |
| 4    | Jens Byggmark     | Svezia  | 1:42,29 |
| 5    | Fredrik Nordh     | Svezia  | 1:42,43 |
| 6    | Petter Robertsson | Svezia  | 1:43,19 |
| 7    | Oscar Andersson   | Svezia  | 1:43,31 |
| 8    | Calle Enocson     | Svezia  | 1:44,32 |
| 9    | Andreas Johansson | Svezia  | 1:44,73 |
| 10   | Axel Bäck         | Svezia  | 1:45,35 |

Data: 25 marzo

#### Combinata
| Pos. | Atleta           | Nazione |
| ---- | ---------------- | ------- |
| 1    | Anton Lahdenperä | Svezia  |
| 2    | ?                | ?       |
| 3    | ?                | ?       |

#### Slalom parallelo
| Pos. | Atleta           | Nazione |
| ---- | ---------------- | ------- |
| 1    | Anton Lahdenperä | Svezia  |
| 2    | ?                | ?       |
| 3    | ?                | ?       |

### Donne

#### Discesa libera
| Pos. | Atleta                  | Nazione   | Tempo   |
| ---- | ----------------------- | --------- | ------- |
| 1    | Jessica Lindell Vikarby | Svezia    | 1:24,17 |
| 2    | Janette Hargin          | Svezia    | 1:25,07 |
| 3    | Anna Ottosson           | Svezia    | 1:25,87 |
| 4    | Kajsa Kling             | Svezia    | 1:25,92 |
| 5    | Maria Pietilä Holmner   | Svezia    | 1:27,12 |
| 6    | Sandra Qvilung          | Svezia    | 1:27,15 |
| 7    | Therese Borssén         | Svezia    | 1:28,11 |
| 8    | Gabriella Grassl        | Svezia    | 1:28,26 |
| 9    | Sanni Leinonen          | Finlandia | 1:28,47 |
| 10   | Maria Hafsten           | Svezia    | 1:28,70 |

Data: 23 marzo

#### Supergigante
| Pos. | Atleta                  | Nazione   | Tempo   |
| ---- | ----------------------- | --------- | ------- |
| 1    | Jessica Lindell Vikarby | Svezia    | 1:19,42 |
| 2    | Nike Bent               | Svezia    | 1:19,54 |
| 3    | Anna Ottosson           | Svezia    | 1:20,89 |
| 4    | Maria Pietilä Holmner   | Svezia    | 1:21,28 |
| 5    | Therese Borssén         | Svezia    | 1:23,09 |
| 6    | Ida Hinders             | Svezia    | 1:23,65 |
| 7    | Veronica Smedh          | Svezia    | 1:23,73 |
| 8    | Maria Hafsten           | Svezia    | 1:24,25 |
| 9    | Nina Halme              | Finlandia | 1:24,46 |
| 10   | Martina Ryberg          | Svezia    | 1:24,50 |

Data: 24 marzo

#### Slalom gigante
| Pos. | Atleta                  | Nazione   | Tempo   |
| ---- | ----------------------- | --------- | ------- |
| 1    | Anna Ottosson           | Svezia    | 2:00,89 |
| 2    | Jessica Lindell Vikarby | Svezia    | 2:02,30 |
| 3    | Maria Pietilä Holmner   | Svezia    | 2:02,51 |
| 4    | Therese Borssén         | Svezia    | 2:03,73 |
| 5    | Lene Løseth             | Norvegia  | 2:03,96 |
| 6    | Karina Birkelund        | Norvegia  | 2:04,08 |
| 7    | Sanni Leinonen          | Finlandia | 2:05,33 |
| 8    | Therese Neergaard       | Norvegia  | 2:05,54 |
| 9    | Lisa Bremseth           | Norvegia  | 2:06,75 |
| 10   | Ida Hinders             | Svezia    | 2:06,81 |

Data: 27 marzo

#### Slalom speciale
| Pos. | Atleta                  | Nazione | Tempo   |
| ---- | ----------------------- | ------- | ------- |
| 1    | Maria Pietilä Holmner   | Svezia  | 1:44,75 |
| 2    | Therese Borssén         | Svezia  | 1:44,91 |
| 3    | Anna Ottosson           | Svezia  | 1:45,21 |
| 4    | Janette Hargin          | Svezia  | 1:47,32 |
| 5    | Jessica Lindell Vikarby | Svezia  | 1:47,43 |
| 6    | Carolina Nordh          | Svezia  | 1:48,27 |
| 7    | Charlotte Ceder         | Svezia  | 1:48,64 |
| 8    | Ida Hinders             | Svezia  | 1:48,88 |
| 9    | Emma Vågbratt           | Svezia  | 1:49,11 |
| 10   | Frida Hansdotter        | Svezia  | 1:49,35 |

Data: 25 marzo

#### Combinata
| Pos. | Atleta        | Nazione |
| ---- | ------------- | ------- |
| 1    | Anna Ottosson | Svezia  |
| 2    | ?             | ?       |
| 3    | ?             | ?       |

#### Slalom parallelo
| Pos. | Atleta                | Nazione |
| ---- | --------------------- | ------- |
| 1    | Maria Pietilä Holmner | Svezia  |
| 2    | ?                     | ?       |
| 3    | ?                     | ?       |